# Franz Xaver Mehr
Franz Xaver Mehr (* 23. November 1896 in Bettensweiler, heute Wangen im Allgäu; † 8. Dezember 1981) war ein deutscher Flugzeugkonstrukteur.

## Leben
Als eines von neun Kindern kam Franz Xaver Mehr auf dem zwischen Wangen und Lindau gelegenen Bauernhof der Familie zur Welt. Er begann eine Ausbildung zum Ingenieur am Technikum Konstanz und baute in der elterlichen Scheune einen selbst entworfenen Eindecker mit Fünfzylinder-Umlaufmotor. Am 31. Januar 1916 legte er an der Flugschule von Gustav Otto in München seine Flugzeugführerprüfung ab. Im Ersten Weltkrieg einberufen, war er als Technischer Zeichner in einem Flugzeugwerk tätig. Nach Ende des Krieges schloss er das Studium in Konstanz ab und gründete in Wielandsweiler bei Tettnang die Hain & Mehr GmbH, Elektrotechnisches Installationsbüro, Motoren & landwirtschaftliche Maschinen, da nach den Bedingungen der Versailler Verträge der Flugzeugbau im Deutschen Reich der Weimarer Republik zunächst vollständig verboten war. Mit mehreren Gleichgesinnten gründete er Ende 1926 die Segelflieger-Ortsgruppe Wangen, für die er mehrere Schulgleiter entwarf.
Ab 1929 entwarf er in Lindau im Bodensee das Motorflugzeug Me 1 „Maschinchen“ mit 10 m Spannweite und einer Länge von 6,15 Metern, dessen DKW-Motor die Zschopauer Motorenwerke J. S. Rasmussen (ab 1932 Teil der Auto Union AG) zulieferten. Der luftgekühlte Zweizylinder-Zweitakt-Boxermotor vom Typ TL 500 mit 9 kW (12 PS) Leistung stammte aus dem DKW-Stammwerk in Zschopau. Die Tragflächen waren abnehmbar und ließen sich längs des Rumpfes verstauen, sodass die Maschine mit weniger als zwei Metern Breite auf der Straße transportiert werden konnte. Im März 1930 startete die Me 1 auf dem Fluggelände Friedrichshafen-Löwental zu ihrem Erstflug. Später wurde die Me 1 mit dem stärkeren U2-Motor (15/20 PS) von Ursinus ausgerüstet, der eigentlich für die Me 2 vorgesehen war, die jedoch aus Geldmangel nicht gebaut wurde. Die Me 3 mit einem luftgekühlten DKW-Parallel-Twin wurde 1931 in Friedrichshafen erprobt. Der Mehr Flugzeugbau Meckenbeuren baute die Friedrichshafen Me 4, ein Übungs- und Leistungssegelflugzeug, das Ostern 1932 erprobt wird. Ab dem gleichen Jahr kooperierte Mehr mit der Auto Union AG und vertrieb seine Motorflugzeuge als „DKW Erla“ nach dem Ort Erla im Erzgebirge, wo die Maschinen von der Nestler & Breitfeld GmbH (Eisenhüttenwerk Erla) hergestellt werden sollten, wobei das Kürzel Me beibehalten wurde. Nestler & Breitfeld wurde bereits in den 1920er Jahren von Rasmussens Zschopauer Motorenwerken übernommen.
Nach der Machtergreifung der Nationalsozialisten entwickelt er zwischen 1933 und 1934 aus der Friedrichshafen Me 4 den Motorsegler Me 4a (in der Presse auch als Me 5 bezeichnet), der mit einem 10 kW (14 PS) starken Antrieb ausgerüstet war, aber mangels Interesse seitens der Reichswehr ein Einzelstück blieb. 1934 stellte Mehr den einsitzigen Tiefdecker Erla Me 5A mit einem stärkeren wassergekühlten DKW-Zweizylinder-Zweitaktmotor vom Typ FL 600 mit 20 PS Leistung vor. Die produzierende Firma war nun das Mitte 1934 in Leipzig-Heiterblick neu gegründete Erla Maschinenwerk.
Um die Vielseitigkeit seiner als „Volksflugzeuge“ gedachten Kleinflugzeuge unter Beweis zu stellen, wurde 1937 in eine Erla-Maschine der neue wassergekühlte Vierzylinder-Reihenmotor vom Typ Zündapp Z9-092 mit 2 Litern Hubraum und 50 PS Startleistung eingebaut. Das nun Erla Me 5D genannte Flugzeug wurde dafür auf 6,80 m verlängert. Die einzige Maschine war im Juni 1938 fertig und wurde mit dem Kennzeichen D-YMOP einen Monat später auf der Luftfahrtmesse in Belgrad erstmals der Öffentlichkeit vorgestellt. Am 1. April 1939 startete Erla-Werkpilot Friedrich (Fritz) Aufermann mit D-YMOP auf dem Flughafen Berlin-Tempelhof zum „Europa-Afrika-Asien-Europa-Flug“ über drei Kontinente und kam am 20. Mai nach einer Strecke von 20.000 Kilometern am Ziel Leipzig an. In der Klasse C, 4. Kategorie (bis 2 Liter Hubraum) stellte Werkpilot Heinz Gabler am 2. August 1939 einen neuen Langstreckenrekord auf, als er mit D-YMOP, die nun mit einem geschlossenen Cockpit versehen war, ohne Zwischenlandung von Friedrichshafen am Bodensee über 1915 Kilometer bis nach Vännäs in Schweden flog.
Der wirtschaftliche Erfolg blieb jedoch aus und so wurden nur wenige Erla Me 5 als Schulflugzeuge gebaut.
Franz Xaver Mehr trat am 1. Januar 1940 der NSDAP bei und wurde als Chefkonstrukteur und Hauptabteilungsleiter der Fertigung im Oktober 1944 zum Prokuristen des Erla Maschinenwerks ernannt. Nach Kriegsende verließ er das Werk zusammen mit seiner Frau am 27. Juni 1945 in Richtung Darmstadt. Dort lehnte er das Angebot der Amerikaner ab, in die USA überzusiedeln und das Ehepaar zog zunächst zu Mehrs Bruder Georg nach Deuchelried bei Wangen im Allgäu.
Der Flugzeugkonstrukteur Mehr starb am 8. Dezember 1981 und wurde in Lindau-Aeschach beigesetzt.
In der Schweiz ist die einzige noch existierende Erla-Maschine mit dem Luftfahrzeugkennzeichen HB-SEX zugelassen, eine 1934 in Leipzig gebaute Erla 5A mit der Werk-Nr. 14. Die Maschine besitzt anstelle des originalen wassergekühlten 0,6-Liter-Zweizylinder-Zweitaktmotors von DKW mit 20 PS einen luftgekühlten 1,5-Liter-Vierzylinder-Boxermotor von Volkswagen mit rund 40 PS.